# Flize
Flize este o comună nouă franceză, situată în departamentul Ardennes, în regiunea Grand Est.
A luat naștere prin fuziunea comunelor Flize, Balaives-et-Butz, Boutancourt și Élan, la 1 ianuarie 2019.

## Geografie

### Descriere
Flize este situată la 11 km sud-est de Charleville-Mézières și la 13 km vest de Sedan, într-o cotitură a fluviului Meuse și la aproximativ 15 km de granița franco-belgiană.
Este ușor accesibilă de pe autostrada A34.
Cea mai apropiată gară este la Nouvion-sur-Meuse, situată pe celălalt mal al fluviului Meuse.

### Comune limitrofe
| Saint-Marceau              | Étrépigny Chalandry-Elaire | Nouvion-sur-Meuse                  |
| Boulzicourt                |                            | Dom-le-Mesnil Sapogne-et-Feuchères |
| Villers-sur-le-Mont Singly | Villers-le-Tilleul         | Vendresse                          |

### Hidrografie

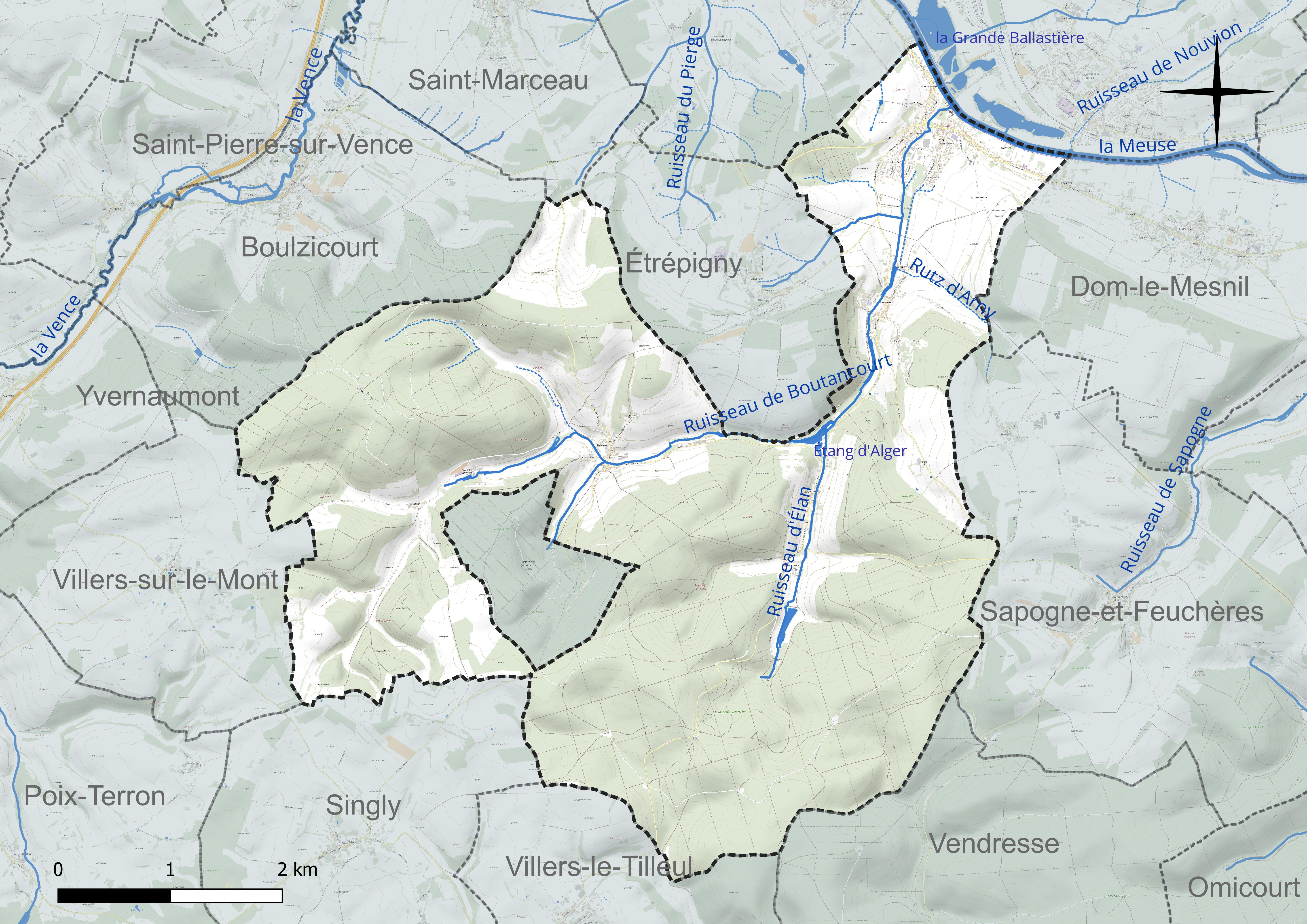
Rețeaua hidrografică a comunei Flize.

Comuna se află în bazinul hidrografic al fluviului Meuse, în cadrul bazinului Rin-Meuse. Este drenată de fluviul Meuse, pârâul Boutancourt și pârâul Élan.
Meuse, cu o lungime de 486 km, este un fluviu european care își are izvorul în Franța, în comuna Le Châtelet-sur-Meuse, la o altitudine de 409 metri, și se varsă în Marea Nordului după un parcurs de aproximativ 950 de kilometri, traversând Franța, Belgia și Țările de Jos. Fluviul străbate comuna pe flancul său nordic, curgând de la est la vest, pe o distanță de aproximativ 1,2 km.
Un plan de apă completează rețeaua hidrografică: lacul Alger (1,6 ha).

### Clima
În 2010, clima comunei a fost clasificată ca fiind de tip montan, conform unui studiu al Centrului Național de Cercetare Științifică (CNRS), bazat pe o serie de date care acoperă perioada 1971-2000. În 2020, Météo-France a publicat o tipologie a climei din Franța metropolitană, conform căreia comuna are un climat oceanic alterat și se află într-o zonă de tranziție între regiunile climatice „Nord-estul bazinului parizian” și „Lorena, platoul Langres, Morvan”.
Pentru perioada 1971-2000, temperatura anuală medie este de 10,2 °C, cu o amplitudine termică anuală de 15,5 °C. Cumulul anual mediu de precipitații este de 899 mm, cu 13,4 zile de precipitații în ianuarie și 9,4 zile în iulie. Pentru perioada 1991-2020, temperatura medie anuală observată la stația meteorologică Météo-France cea mai apropiată, situată în comuna Charleville-Mézières la 9 km distanță, este de 9,9 °C, iar cumulul anual mediu de precipitații este de 928,4 mm.
Parametrii climatici ai comunei au fost estimați pentru mijlocul secolului (2041-2070) conform diferitelor scenarii de emisie de gaze cu efect de seră, bazate pe noile proiecții climatice de referință DRIAS-2020. Aceștia pot fi consultați pe un site dedicat publicat de Météo-France în noiembrie 2022.

## Urbanism

### Tipologie
La 1 ianuarie 2024, Flize este clasificată drept târg rural, conform noii grile comunale de densitate cu 7 niveluri definită de INSEE (Institutul Național de Statistică și Studii Economice) în 2022. Comuna face parte din unitatea urbană Nouvion-sur-Meuse, o aglomerație intra-departamentală, al cărei centru urban principal este.
De asemenea, comuna face parte din zona metropolitană a orașului Charleville-Mézières, unde este considerată o comună din coroana urbană. Această zonă, care cuprinde 132 de comune, este clasificată în categoria zonelor urbane cu 50.000 până la mai puțin de 200.000 de locuitori.

## Toponimie
Numele său provine, probabil, de la Feliza, un nume de persoană de origine germanică din perioada de sfârșit a Antichității sau din Evul Mediu timpuriu.

## Istorie
Un demers de fuziune a comunelor Balaives-et-Butz, Boutancourt, Élan, Flize și Étrépigny a fost inițiat în 2018, însă ultima comună, Étrépigny, s-a retras din proiect.
Primele patru comune, după deliberări favorabile ale fiecărui consiliu municipal, au fuzionat la 1 ianuarie 2019 pentru a forma comuna nouă Flize, devenind comunele sale delegate.

## Populația și societatea

### Date demografice
Evoluția numărului de locuitori este cunoscută prin recensămintele populației efectuate în comună încă de la înființarea sa.
| An        | 2019 | 2020 | 2021 |
| --------- | ---- | ---- | ---- |
| Populație | 1722 | 1708 | 1695 |

## Cultură locală și patrimoniu

### Locuri și monumente
- Biserica Notre-Dame d'Élan[28]
- Abația Élan[29]
- Biserica Saint-Pierre-aux-Liens din Balaives-et-Butz
- Biserica Saint-Rémi din Boutancourt
- Biserica Saint-Rémi din Flize
- Capela Saint-Loup din Butz
- Capela Saint-Roger din Élan